# Короваево (Нижегородская область)
Корова́ево — деревня в Вачском районе Нижегородской области. Входит в состав Новосельского сельсовета.

## История
Деревня впервые упоминается в писцовых книгах 1628-30 годов, в ней было 7 дворов крестьянских. В окладных книгах Рязанской епархии 1676 года деревня значилась в составе Козьмодемьянского прихода, в ней был 21 двор крестьянский и 3 бобыльских.
В конце XIX — начале XX века деревня входила в состав Клинской волости Муромского уезда Владимирской губернии, с 1926 году — в составе Яковцевского сельсовета. В 1859 году в деревне числилось 13 дворов, в 1905 году — 45 дворов, в 1926 году — 56 дворов. 
С 1929 года деревня являлась центром Короваевского сельсовета Вачского района Горьковского края, с 1931 года — в составе Мякишевского сельсовета, с 1936 года — в составе Горьковской области, с 1954 года — в составе Жайского сельсовета, с 1959 года — в составе Яковцевского сельсовета, с 2009 года — в составе Новосельского сельсовета. 

## Население
| 1859 | 1905 | 1926 | 1999 | 2002 | 2010 |
| ---- | ---- | ---- | ---- | ---- | ---- |
| 130  | ↗210 | ↗246 | ↘17  | ↘12  | ↘11  |

## Известные уроженцы
- Малахов, Анатолий Алексеевич (1907—1983) — геолог, писатель-фантаст и популяризатор науки.